# Delphinium kunlunshanicum
Delphinium kunlunshanicum là một loài thực vật có hoa trong họ Mao lương. Loài này được Chang Y.Yang & B.Wang mô tả khoa học đầu tiên năm 1989.